# Konrad Klose
Konrad Klose  (* 21. Mai 1866 in Oberau,  Landkreis Lüben, Niederschlesien; † 7. Februar 1924  in Lüben) war ein deutscher Pfarrer und schlesischer Lokalhistoriker.

## Leben
Konrad Klose wurde als Sohn des evangelischen Pastors Reinhold Klose geboren. Seine Eltern schickten ihn von Ostern 1878  bis Michaelis 1884 auf das Gymnasium (Ritterakademie) in  Liegnitz.  Anschließend studierte er bis Ostern 1888 an den Universitäten  Breslau und Halle. Das Erste Theologische Examen legte er am 22. November 1888 in Halle ab, das Zweite am 17. April 1891 in Magdeburg. Danach wirkte er  als Hauslehrer, zunächst in Bruchsal (Baden), dann in  Colmar (Elsass). 
Am 30. Juni 1891 wurde er in Breslau ordiniert.  Vom 1. Juli 1891 an war er als Diakonus in Lüben tätig,  ab 1. Juni 1905 dort als Archidiakonus.
Vom 15. April 1910 bis 30. September 1919 fungierte er  als Königlicher Kreisschulinspektor, ab Oktober 1909 war  er Vorsitzender des Brüderrats des Christlichen Gemeinschaftsbundes für Schlesien.
Neben seiner Tätigkeit als Seelsorger in Lüben befasste sich Klose intensiv mit der Lokalgeschichte seines Wirkungsorts. Er verfasste die auf dem Studium alter Urkunden  basierende wichtige Chronik   Geschichte der Stadt Lüben, die den Zeitraum der Lübener Stadtgeschichte von den Anfängen der Stadtgründung bis kurz nach dem Ersten Weltkrieg abdeckt und die nach seinem Tod 1924 veröffentlicht wurde.
Klose hinterließ die beiden Söhne Siegfried und Emanuel Klose,  die  ebenfalls Geistliche wurden. Seine Frau starb nach der Flucht aus Lüben in Bayern. Kloses Sohn Siegfried gab nach dem Tod des Vaters dessen literarisches Lebenswerk Geschichte der Stadt Lüben heraus.

## Werke
- Beiträge zur Geschichte der Stadt Lüben, Lüben i. Schles. 1924 (Digitalisat).

## Weblink
- Pastor Konrad Klose (1866–1924)

| Personendaten    | Personendaten                                      |
| ---------------- | -------------------------------------------------- |
| NAME             | Klose, Konrad                                      |
| KURZBESCHREIBUNG | deutscher Pfarrer und schlesischer Lokalhistoriker |
| GEBURTSDATUM     | 21. Mai 1866                                       |
| GEBURTSORT       | Oberau                                             |
| STERBEDATUM      | 7. Februar 1924                                    |
| STERBEORT        | Lüben                                              |